# 坂头水库
坂头水库是中国福建省泉州市南安市境内的一座水库，位于晋江西溪上，建于1972年。水库正常库容为934万立方米，集雨面积为20平方千米，海拔为300米。